# 皮斯基 (布倫區)
51°13′17″N 34°4′39″E / 51.22139°N 34.07750°E
皮斯基（烏克蘭語：Піски）是位於烏克蘭東北部的村莊，由蘇梅州科諾托普區的布林市鎮負責管轄。該村處於謝伊姆河畔，分別距離新維爾基2.5公里和克列帕利5公里，海拔高度132米，2001年人口1,191。